# Saison 2023 de l'équipe cycliste féminine DSM
La saison 2023 de l'équipe cycliste féminine DSM est la treizième de la formation. Elle enregistre des départs importants avec la sprinteuse Lorena Wiebes, la puncheuse Liane Lippert et la coureuse de classique Floortje Mackaij. Leah Kirchmann prend par ailleurs sa retraite. Elles sont remplacées par pas moins de sept néo-professionnelles.
Pfeiffer Georgi réalise une belle saison avec la victoire à la Classic Bruges-La Panne, la cinquième place au Circuit Het Nieuwsblad, la quatrième place au Simac Ladies Tour et sur la course en ligne des championnats d'Europe, ainsi que plusieurs top10 dans d'autres courses World Tour et le titre de championne de Grande-Bretagne. Juliette Labous s'illustre sur les courses vallonnées et par étapes. Elle est sixième du Tour des Flandres, septième du Tour d'Espagne, cinquième du Tour de France et surtout seconde au Tour d'Italie. Elle est aussi quatrième du Tour de Romandie et cinquième à Plouay. Charlotte Kool vient remplacer au pied levé Lorena Wiebes avec treize victoires, la plupart au sprint, dont le classement général de la RideLondon-Classique. Megan Jastrab obtient la deuxième place à Gand-Wevelgem. Pfeiffer Georgi est neuvième du classement UCI et Juliette Labous à la même place du classement World Tour. DSM est septième des deux classements par équipes.

## Préparation de la saison

### Partenaires et matériel de l'équipe
L'entreprise DSM, conglomérat spécialisé dans la chimie et l'exploitation minière, parraine l'équipe.

### Arrivées et départs
La formation recrute pas moins de sept néo-professionnelles. Elle cherche à compenser le départ de la sprinteuse Lorena Wiebes. La puncheuse Liane Lippert et la coureuse de classique Floortje Mackaij, toutes deux purs produits de l'équipe, rejoignent la formation Movistar. Leah Kirchmann prend par ailleurs sa retraite.
| Arrivées            | Équipe 2022         |
| ------------------- | ------------------- |
| Eleonora Ciabocco   | Néo-professionnelle |
| Daniek Hengeveld    | Néo-professionnelle |
| Maeve Plouffe       | Néo-professionnelle |
| Églantine Rayer     | Néo-professionnelle |
| Becky Storrie       | Néo-professionnelle |
| Anna van der Meiden | Néo-professionnelle |
| Nienke Vinke        | Néo-professionnelle |

| Départs          | Équipe 2023 |
| ---------------- | ----------- |
| Leah Kirchmann   | Retraite    |
| Liane Lippert    | Movistar    |
| Floortje Mackaij | Movistar    |
| Lorena Wiebes    | SD Worx     |

### Effectifs
| Effectif 2023            | Effectif 2023     | Effectif 2023 | Effectif 2023                          |
| Cycliste                 | Date de naissance | Pays          | Équipe précédente                      |
| ------------------------ | ----------------- | ------------- | -------------------------------------- |
| Francesca Barale         | 29 avril 2003     | Italie        | VO2 Team Pink (2021)                   |
| Eleonora Ciabocco        | 4 mars 2004       | Italie        |                                        |
| Léa Curinier             | 21 avril 2001     | France        | Arkéa Pro Cycling Team (2021)          |
| Pfeiffer Georgi          | 27 septembre 2000 | Royaume-Uni   | Jadan Weldtite (2018)                  |
| Daniek Hengeveld         | 17 novembre 2002  | Pays-Bas      | GT Krush Tunap (2022)                  |
| Megan Jastrab            | 29 janvier 2002   | États-Unis    | Rally Cycling (2020)                   |
| Charlotte Kool           | 6 mai 1999        | Pays-Bas      | NXTG Racing (2021)                     |
| Franziska Koch           | 13 juillet 2000   | Allemagne     | Watersley International (2019)         |
| Juliette Labous          | 4 novembre 1998   | France        | VC Morteau Montbenoit (2016)           |
| Esmée Peperkamp          | 23 juillet 1997   | Pays-Bas      | Loving potatoes-de Jonge Renner (2020) |
| Maeve Plouffe            | 8 juillet 1999    | Australie     |                                        |
| Églantine Rayer          | 12 juin 2004      | France        |                                        |
| Becky Storrie            | 27 septembre 1998 | Royaume-Uni   | Cams Basso (2022)                      |
| Elise Uijen              | 23 juin 2003      | Pays-Bas      |                                        |
| Nienke Vinke             | 22 juin 2004      | Pays-Bas      |                                        |
| Anna van der Meiden      | 20 juin 2004      | Pays-Bas      | WV Schijndel (2022)                    |
|                          |                   |               |                                        |
| Source : ProCyclingStats |                   |               |                                        |

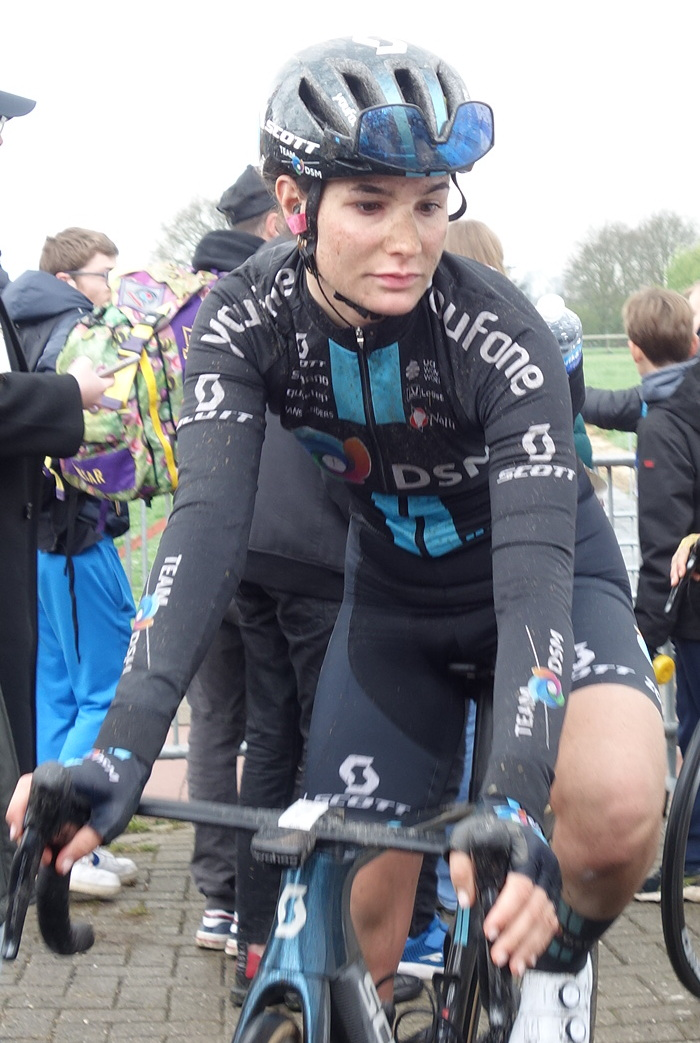
Francesca Barale
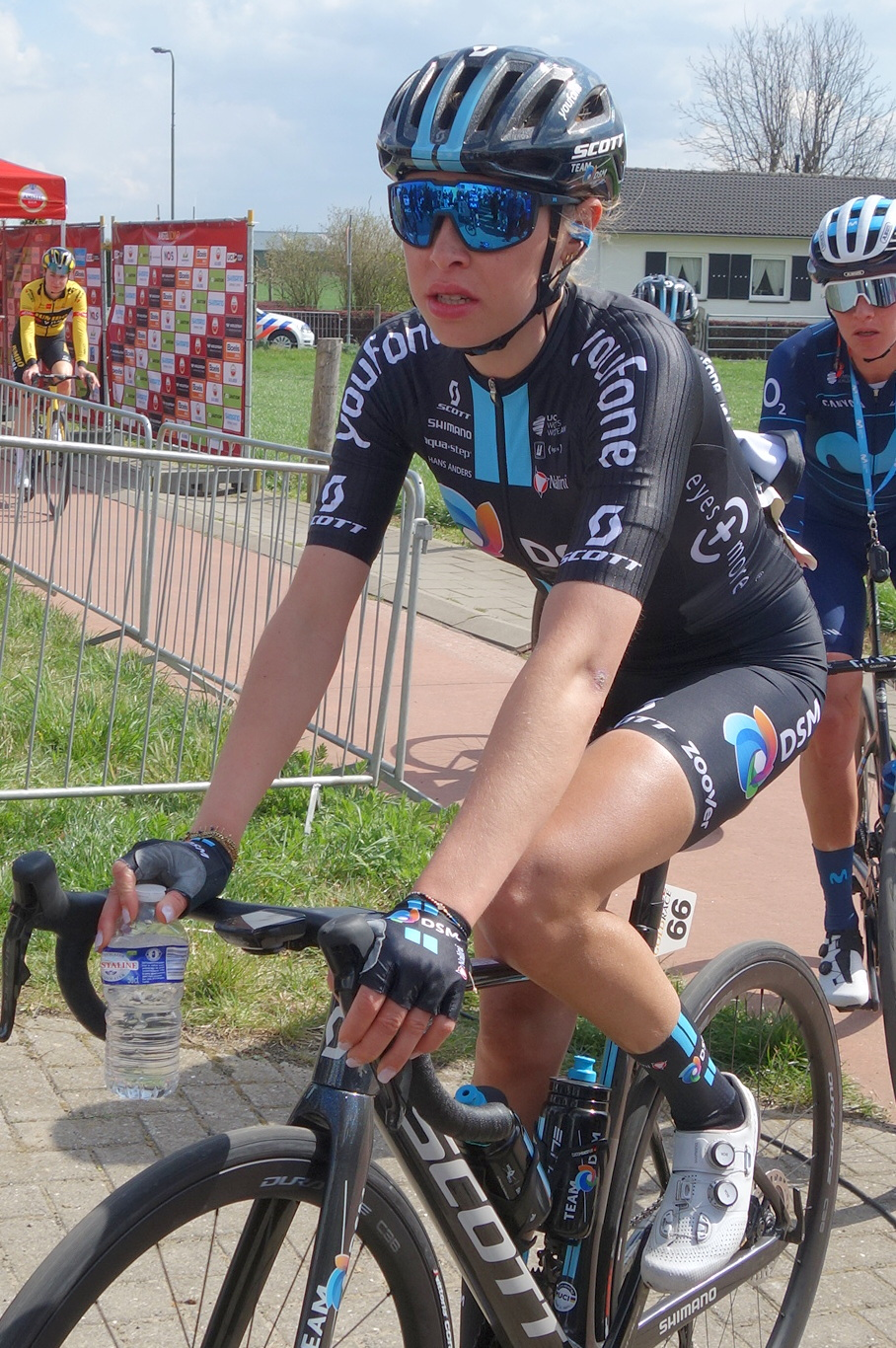
Léa Curinier en 2022
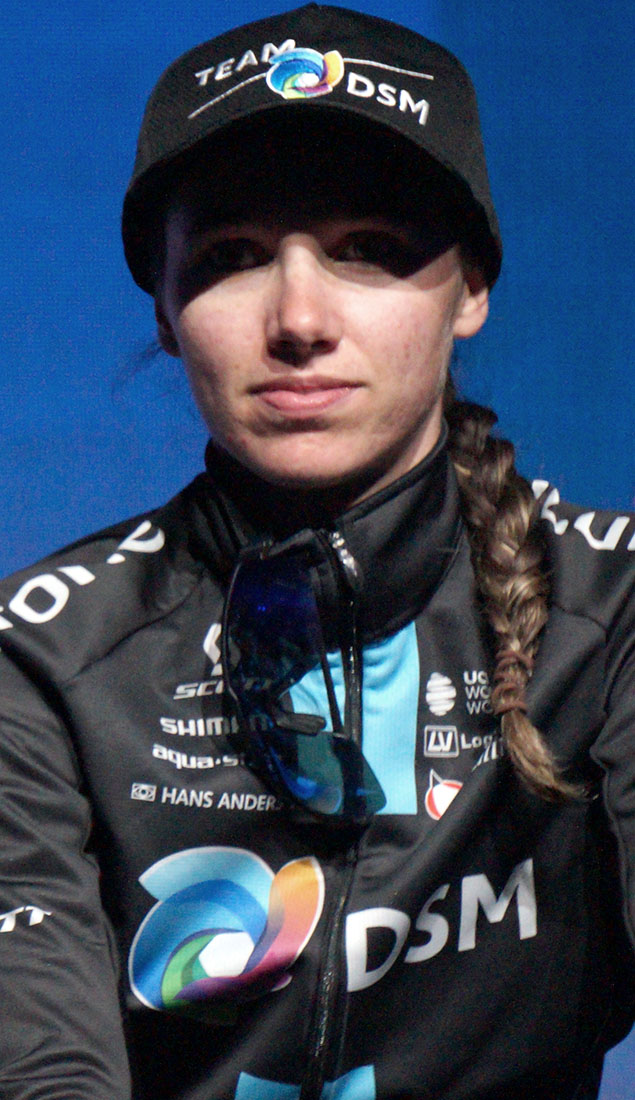
Pfeiffer Georgi
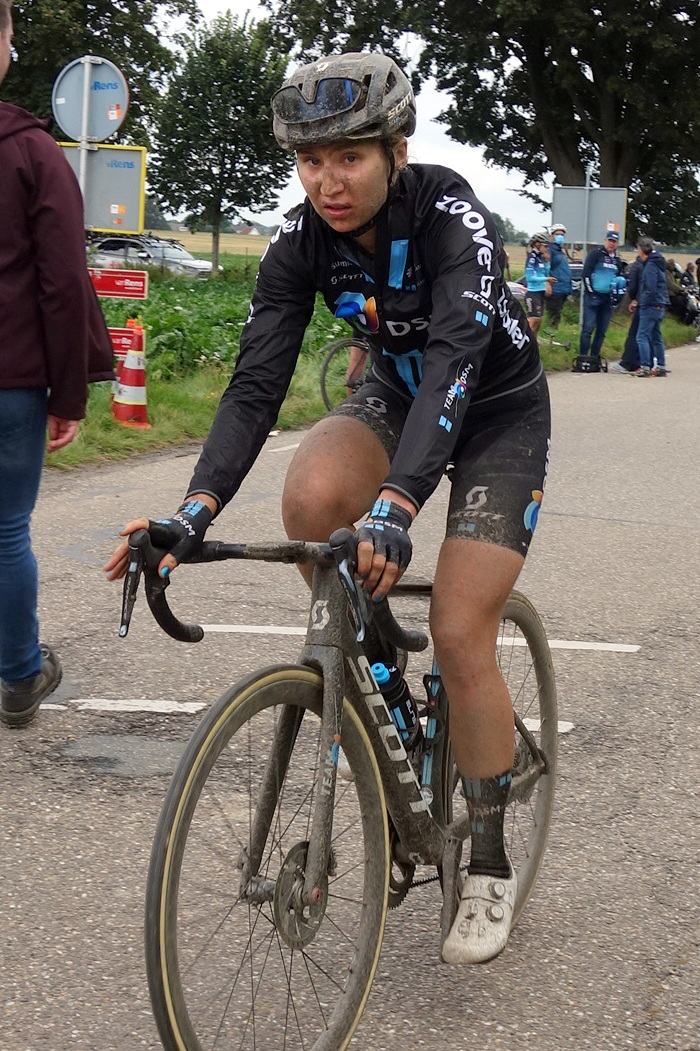
Megan Jastrab en 2021
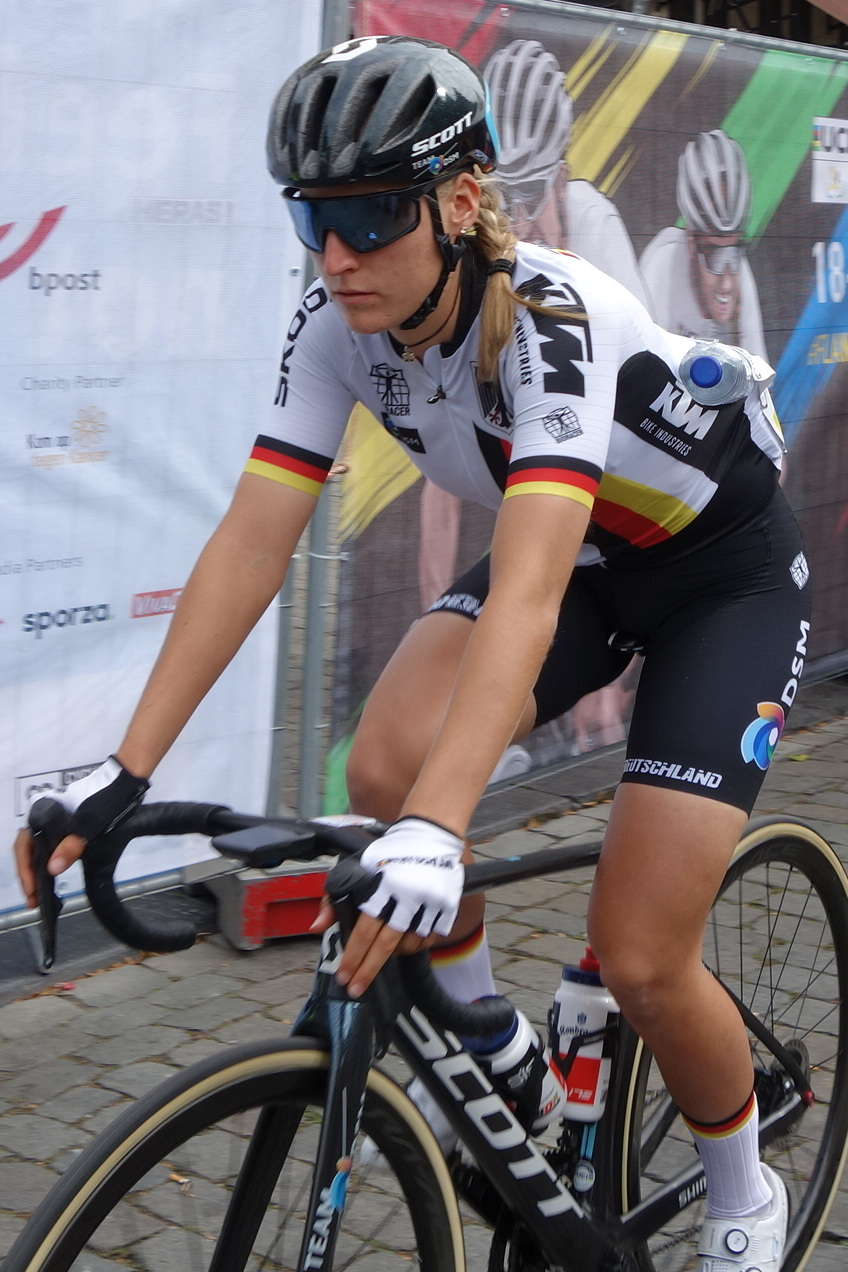
Franziska Koch en 2021
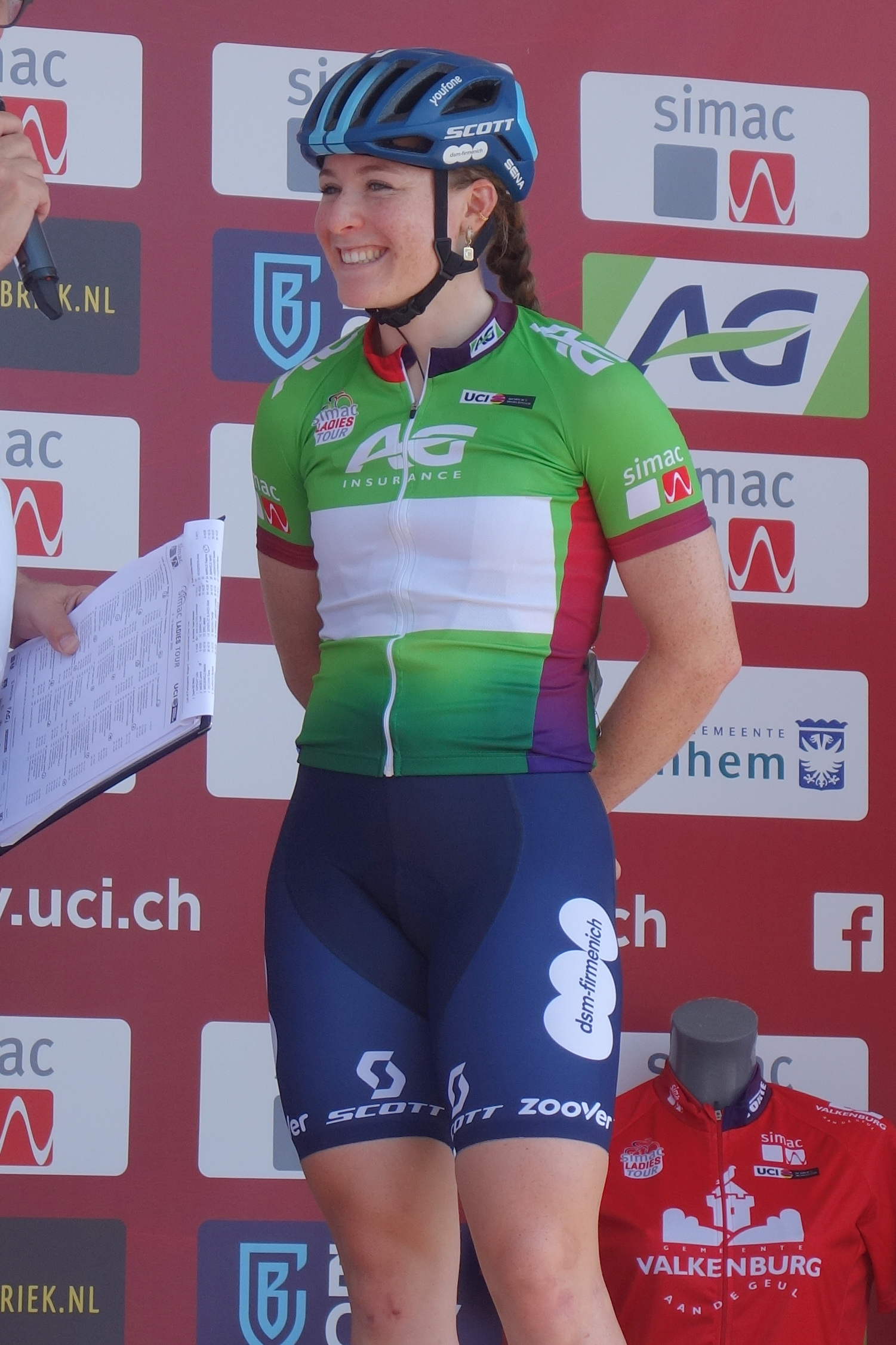
Charlotte Kool
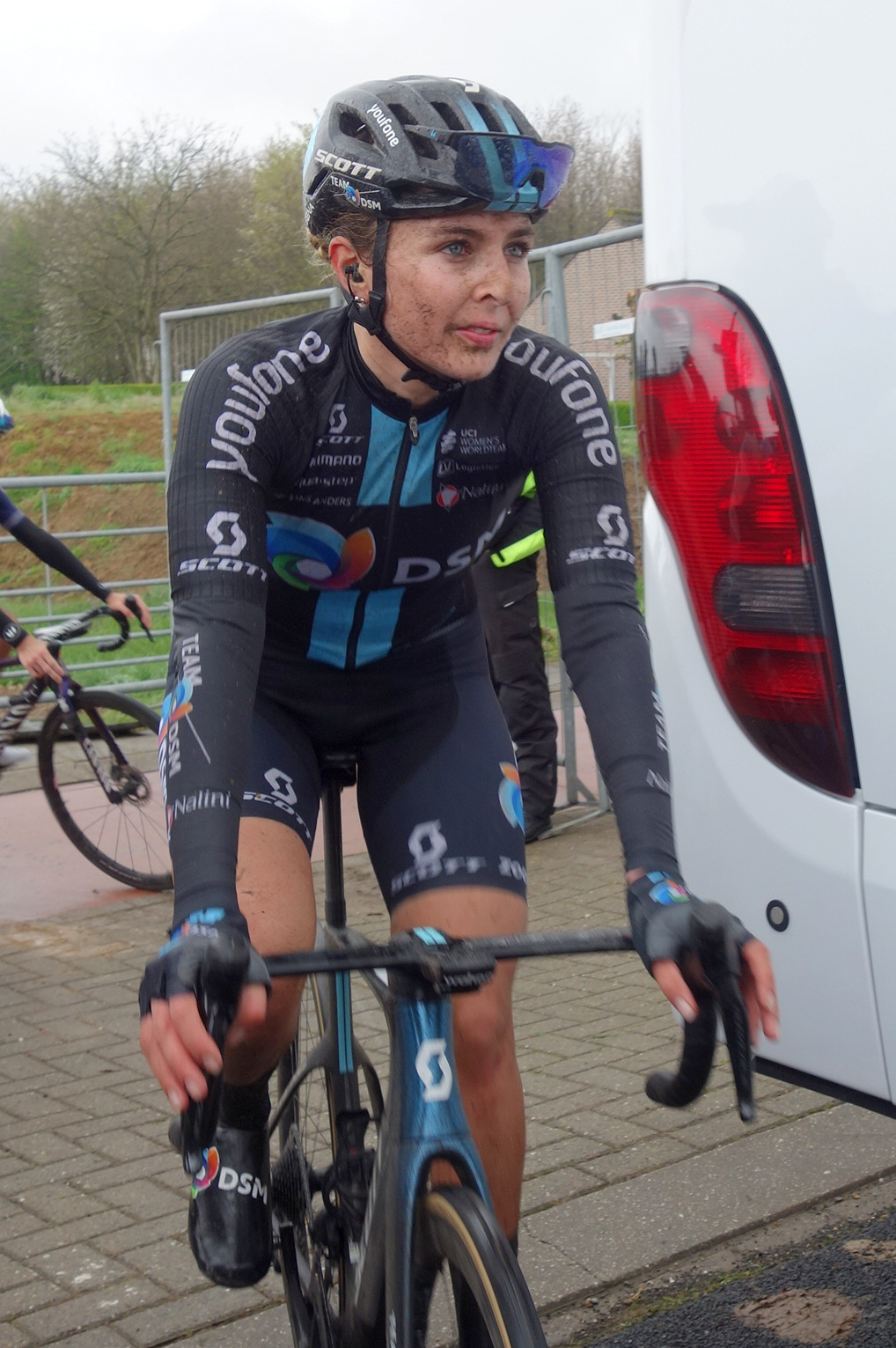
Juliette Labous
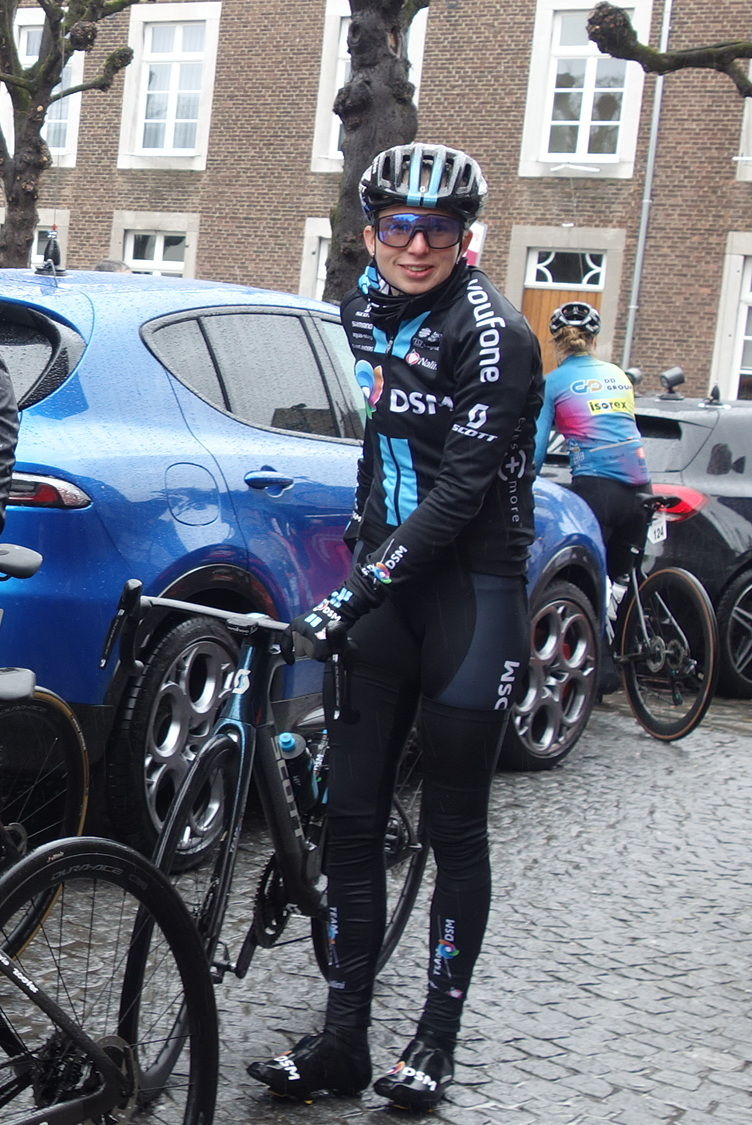
Esmée Peperkamp
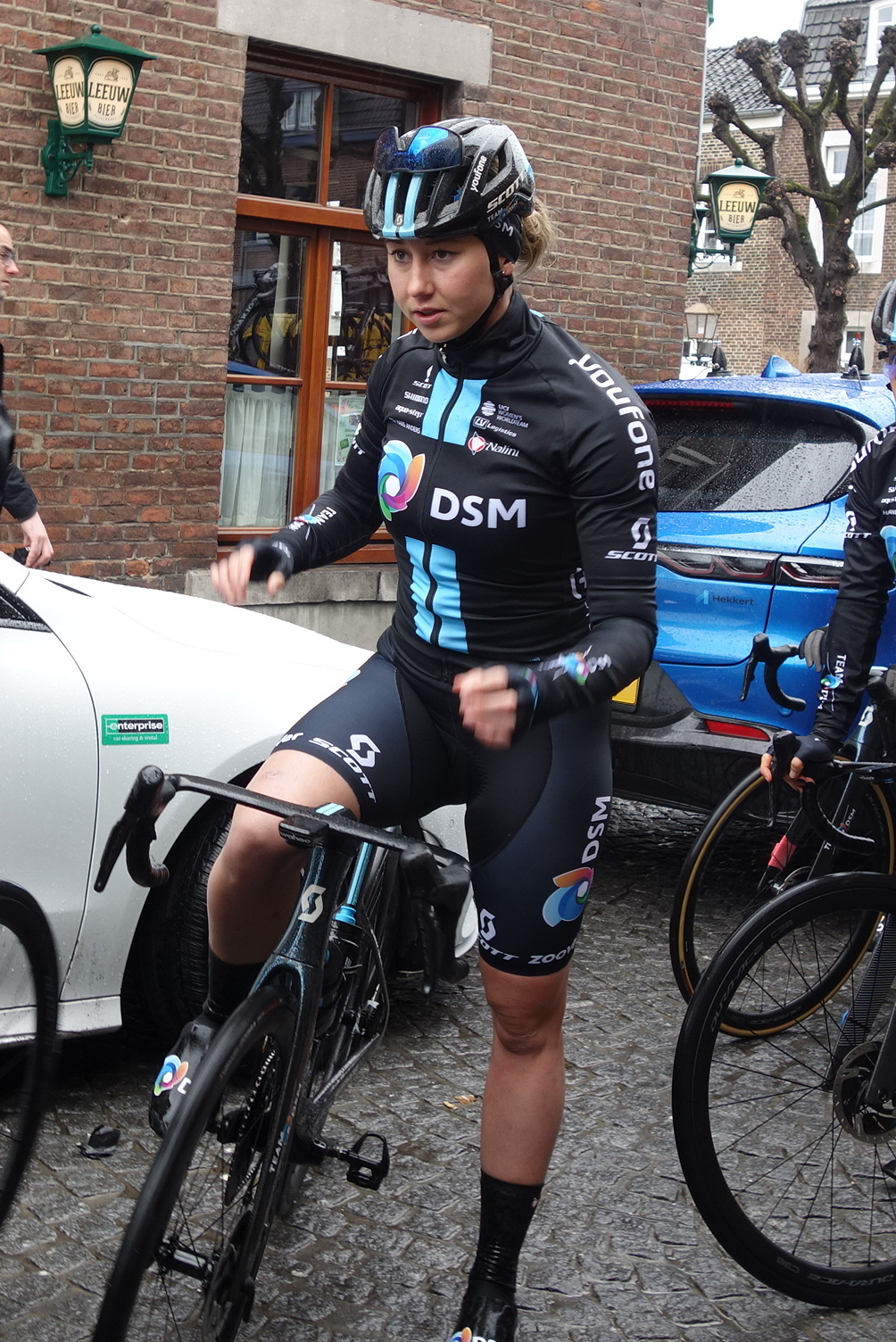
Maeve Plouffe
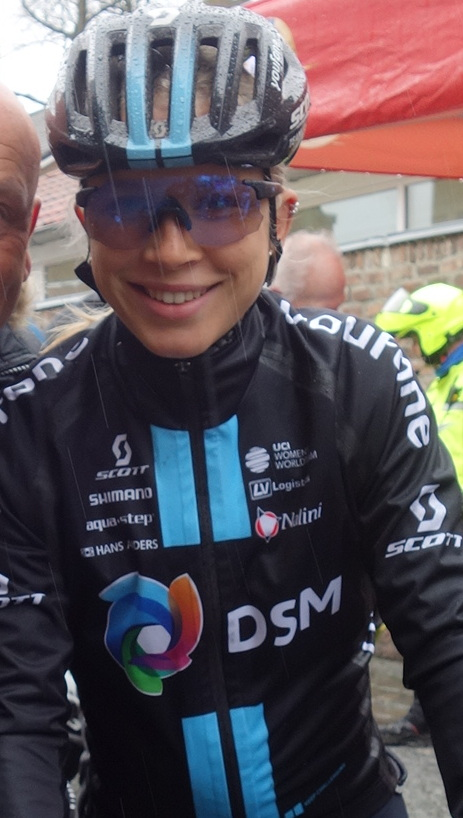
Églantine Rayer
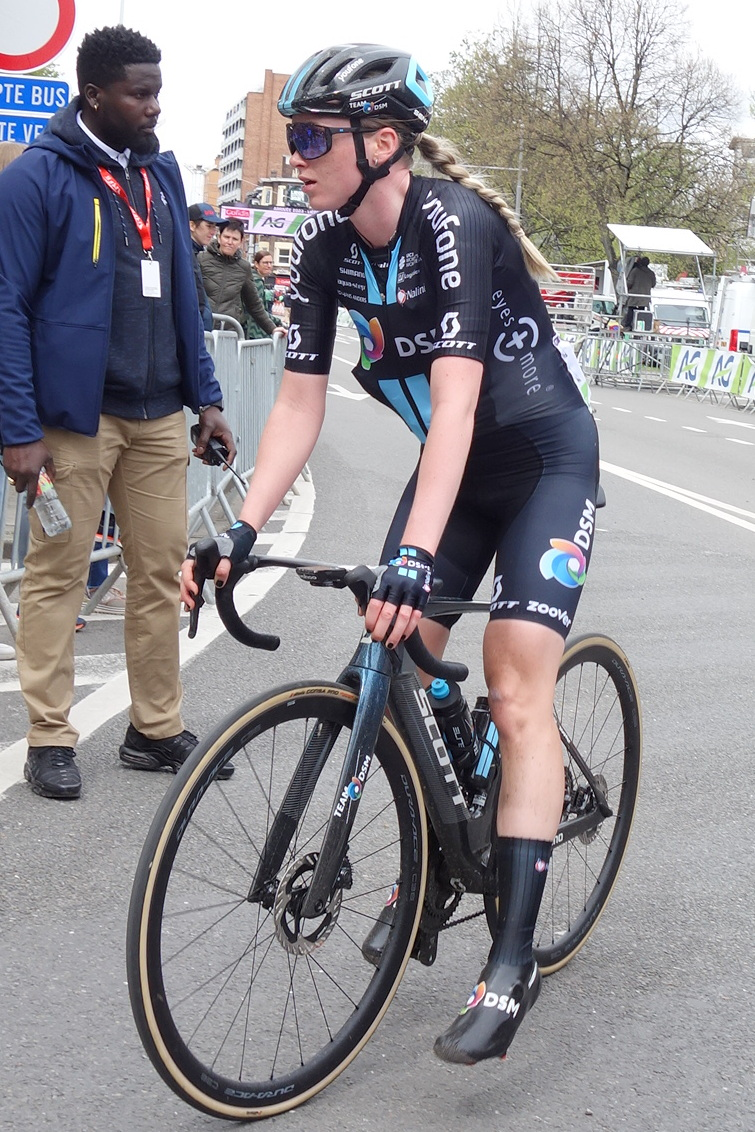
Becky Storrie
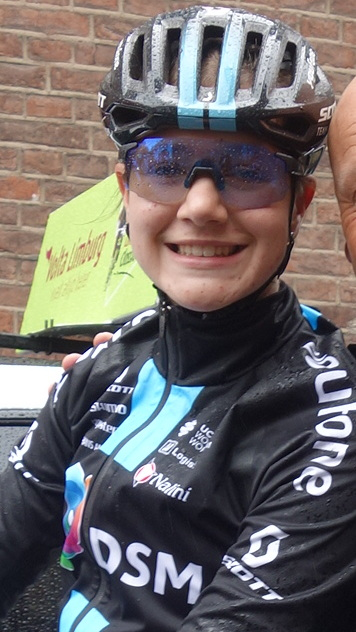
Anna van der Meiden

### Encadrement
Rudie Kemna est directeur sportif. Iwan Spekenbrink est le directeur de l'équipe auprès de l'UCI.

## Déroulement de la saison

### Février
Au Tour des Émirats arabes unis, lors du sprint de la première étape, l'équipe SD Worx forme un train, mais Charlotte Kool placée dans la roue de Lorena Wiebes parvient à devancer celle-ci. Le lendemain, elle est deuxième et Pfeiffer Georgi troisième. Dans l'étape reine, Esmée Peperkamp prend la quatrième place. Charlotte Kool s'impose au sprint lors de la dernière étape. Esmée Peperkamp est huitième du classement général.
Au Circuit Het Nieuwsblad, à Grammont, Lotte Kopecky mène le rythme. Seule Pfeiffer Georgi tient sa roue dans un premier temps, mais la Belge poursuit son effort. La Britannique est finalement cinquième. 

### Mars
Au Tour de Drenthe, Elise Uijen fait partie de l'échappée. Un regroupement a lieu à trente-trois kilomètres de l'arrivée. Pfeiffer Georgi est neuvième des Strade Bianche. Au Trofeo Alfredo Binda-Comune di Cittiglio, Juliette Labous et Elise Uijen tentent de sortir dans le final, mais sans succès. Uijen est septième.
À la Classic Bruges-La Panne, après l'arrivée sur le circuit, la formation DSM provoque des bordures, mais le peloton se reforme ensuite. Dix coureuses sortent avec notamment Charlotte Kool, Pfeiffer Georgi et Megan Jastrab. Elles prennent rapidement de l'avance.  À douze kilomètres de l'arrivée, Georgi et Jastrab accélèrent. Le groupe se reforme, mais Georgi et Jastrab attaquent à tour de rôle. Pfeiffer Georgi parvient à s'extraire et n'est plus reprise. À Gand-Wevelgem, Shari Bossuyt attaque à dix-huit kilomètres de l'arrivée. Cela provoque la formation d'un groupe de sept avec entre autres Pfeiffer Georgi. À huit kilomètres de la ligne, Ruby Roseman-Gannon et Megan Jastrab opèrent la jonction sur ce groupe. Le peloton reprend le groupe dans les derniers mètres. Megan Jastrab parvient néanmoins à prendre la deuxième place.

### Avril

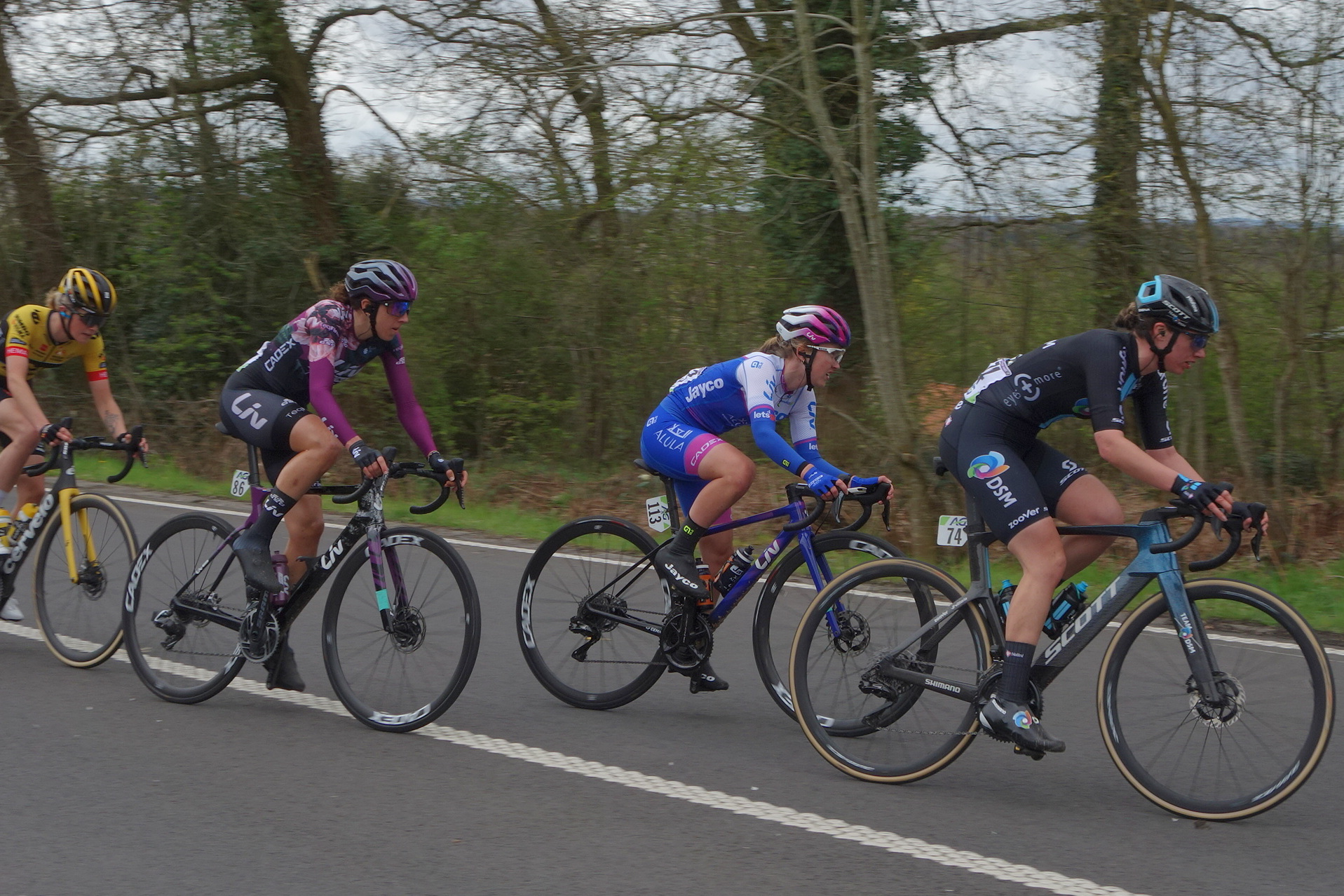
Pfeiffer Georgi dans la côte des Forges

Au Tour des Flandres, Juliette Labous fait partie du groupe des favorites et prend la sixième place. À Paris-Roubaix, Daniek Hengeveld fait partie de l'échappée. Elle place une accélération sur le secteur seize. Elle est reprise à quarante-trois kilomètres du but. Pfeiffer Georgi prend la huitième place. 
À l'Amstel Gold Race, Pfeiffer Georgi est septième. Juliette Labous est douzième à la Flèche wallonne. À Liège-Bastogne-Liège, la côte de Stockeu permet à Amanda Spratt, Marlen Reusser, Katarzyna Niewiadoma, Esmée Peperkamp et Anna Henderson de s'échapper. À part Reusser, elles sont reprises dans la redoute. Juliette Labous est treizième.

### Mai

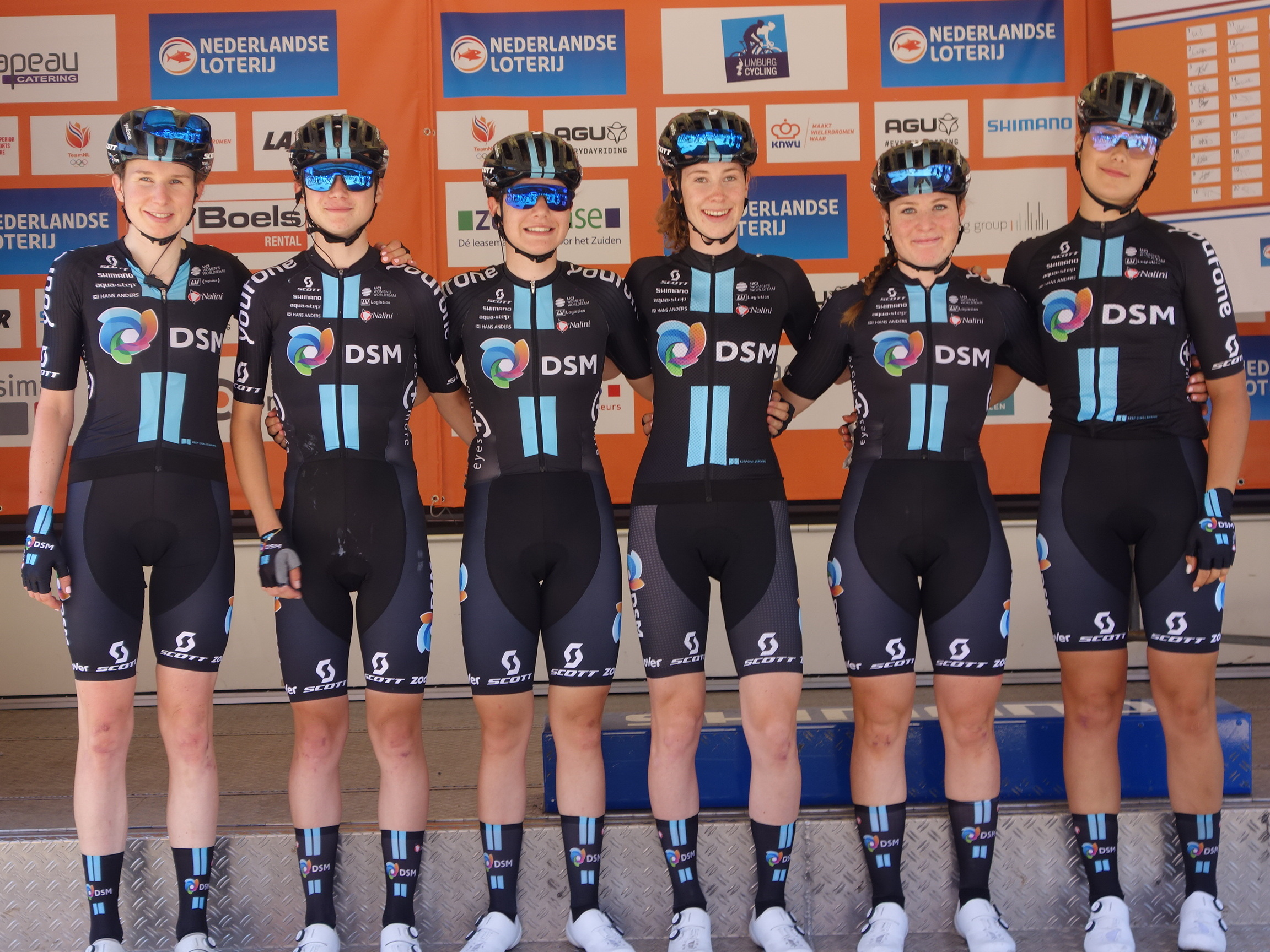
Équipe au départ des championnats des Pays-Bas

Au Tour d'Espagne, Charlotte Kool s'impose dans le sprint de la première étape. Le lendemain, l'équipe provoque la scission du peloton en plusieurs parties. Au sprint, Kool est devancée par Marianne Vos. Dans la cinquième étape, Juliette Labous se classe huitième. Sur l'étape suivante, Annemiek van Vleuten place une attaque dès le pied de la première difficulté du jour, l'Alto de Fuente de las Varas. Labous fait partie de celle à pouvoir la suivre. Elle termine avec les principales favorites. Elle est ensuite neuvième de la dernière étape, à plus de trois minutes de Demi Vollering. Elle conclut l'épreuve à la septième place du classement général.
À la RideLondon-Classique, Charlotte Kool gagne la première étape au sprint. Elle est prise dans la chute à deux kilomètres de l'arrivée le lendemain, mais conserve la tête du classement général grâce à la règle des trois kilomètres. Elle s'impose dans la dernière étape et remporte ainsi l'épreuve ainsi que son classement par points. Pfeiffer Georgi est cinquième.

### Juin

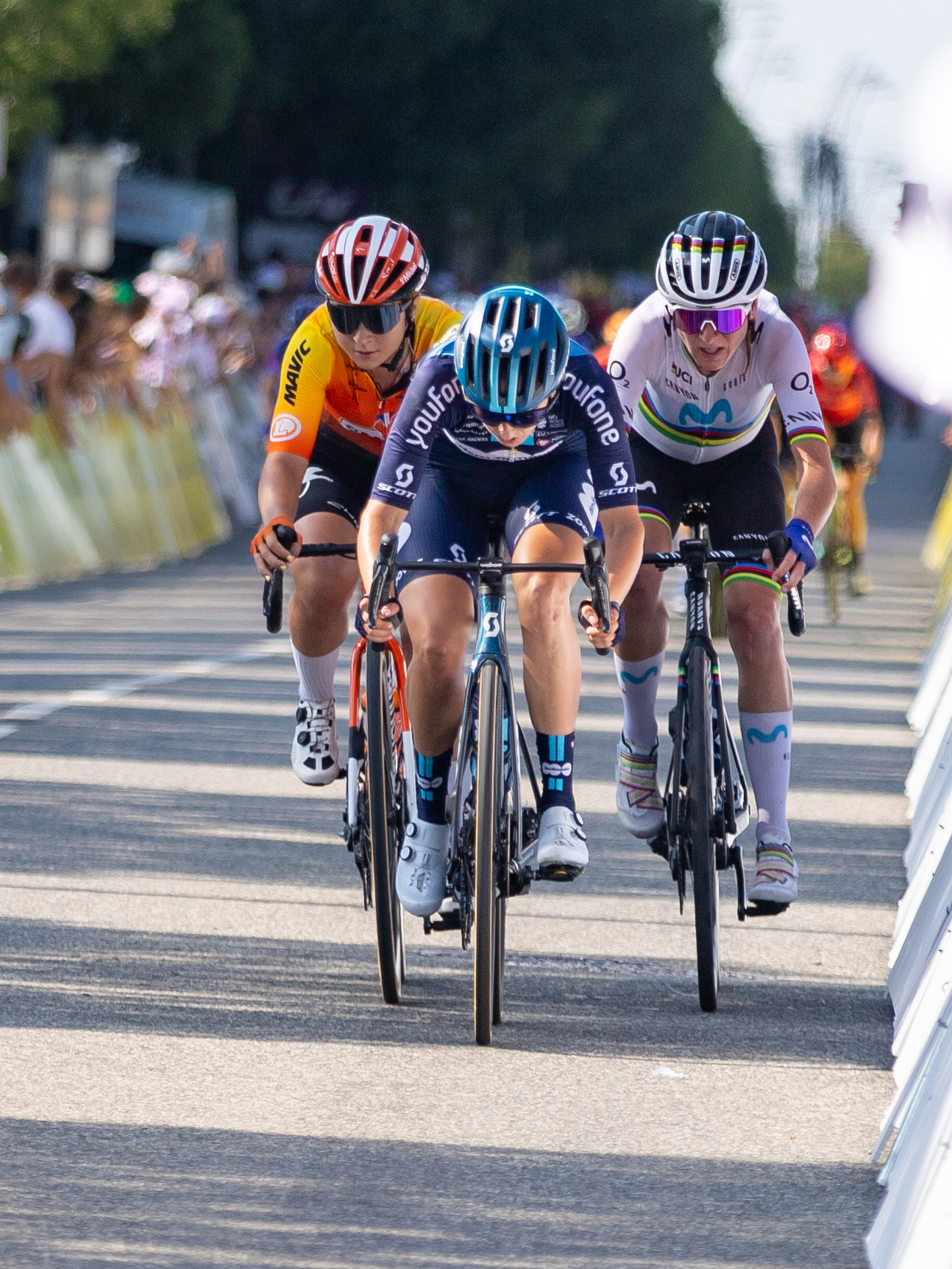
Juliette Labous durant le Tour de France

Pfeiffer Georgi gagne le Dwars door de Westhoek puis les championnats de Grande-Bretagne sur route. 
Juliette Labous est huitième du contre-la-montre du Tour de Suisse. Églantine Rayer est cinquième de la dernière étape. Elle prend la dixième place du classement général.

### Juillet
Au Tour d'Italie, Juliette Labous est troisième de la deuxième étape. Le lendemain, Megan Jastrab est quatrième du sprint. Dans la cinquième étape, Labous ne suit pas les meilleures dans le Passo del Lupo, mais revient ensuite. Dans l'ascension vers Vietti, Silvia Persico attaque. Elle est accompagnée de Juliette Labous. Par la suite, Niedermaier sort avec Fisher Black dans le dernier kilomètre de la montée. Elles reviennent sur Persico et Labous. Niedermaier place alors une nouvelle offensive et passe au sommet seule. Juliette Labous finit quatrième de l'étape. Sur la sixième étape, Veronica Ewers est en difficulté et la formation DSM en profite. Dans l'avant dernière ascension, Labous imprime un rythme élevé qui provoque la formation d'un groupe de favorites. Cela ne se transforme néanmoins pas en résultat. Dans la septième étape, Mavi Garcia attaque à quatre kilomètres du sommet de la Cima Paravenna. Juliette Labous et Gaia Realini mène un groupe de favorite qui cherche à rester au contact de Garcia. Dans Paravenna, Labous et Lippert passent à l'offensive, mais sont rapidement reprises. Fisher-Black contre, puis Van Vleuten. Il reste alors un kilomètre et demi d'ascension. Realini et Labous reviennent sur Van Vleuten. Veronica Ewers est elle distancée. Le trio revient sur, puis dépasse Garcia. Dans l'ascension finale, Van Vleuten attaque et s'impose de nouveau devant Juliette Labous. Megan Jastrab est cinquième de la neuvième étape au sprint. Au classement général final, Juliette Labous prend la deuxième place près de quatre minutes derrière l'inaccessible Annemiek van Vleuten. 
En parallèle, Charlotte Kool fait carton plein au Baloise Ladies Tour. Elle gagne le prologue et les trois premières étapes.

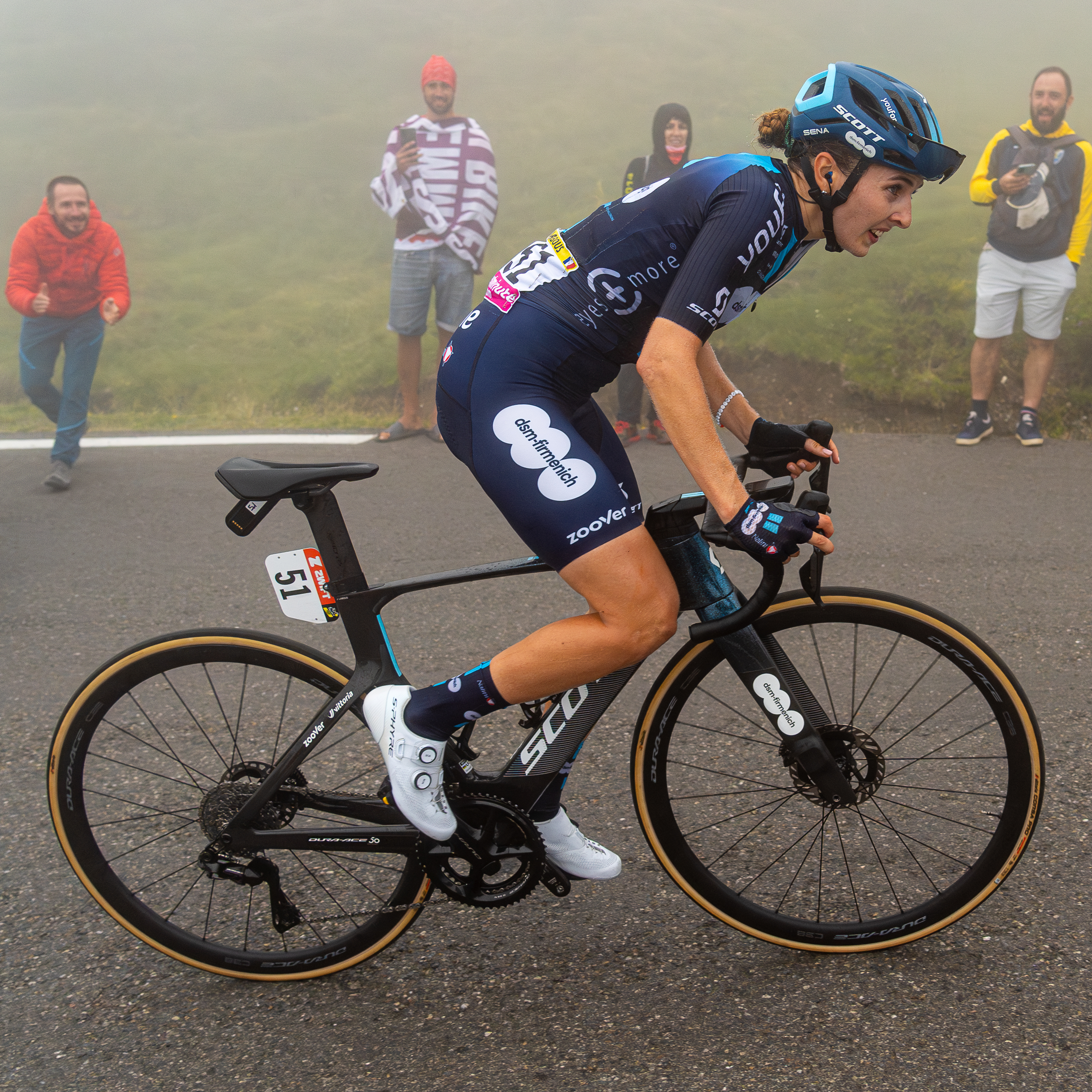
Juliette Labous dans le Tourmalet

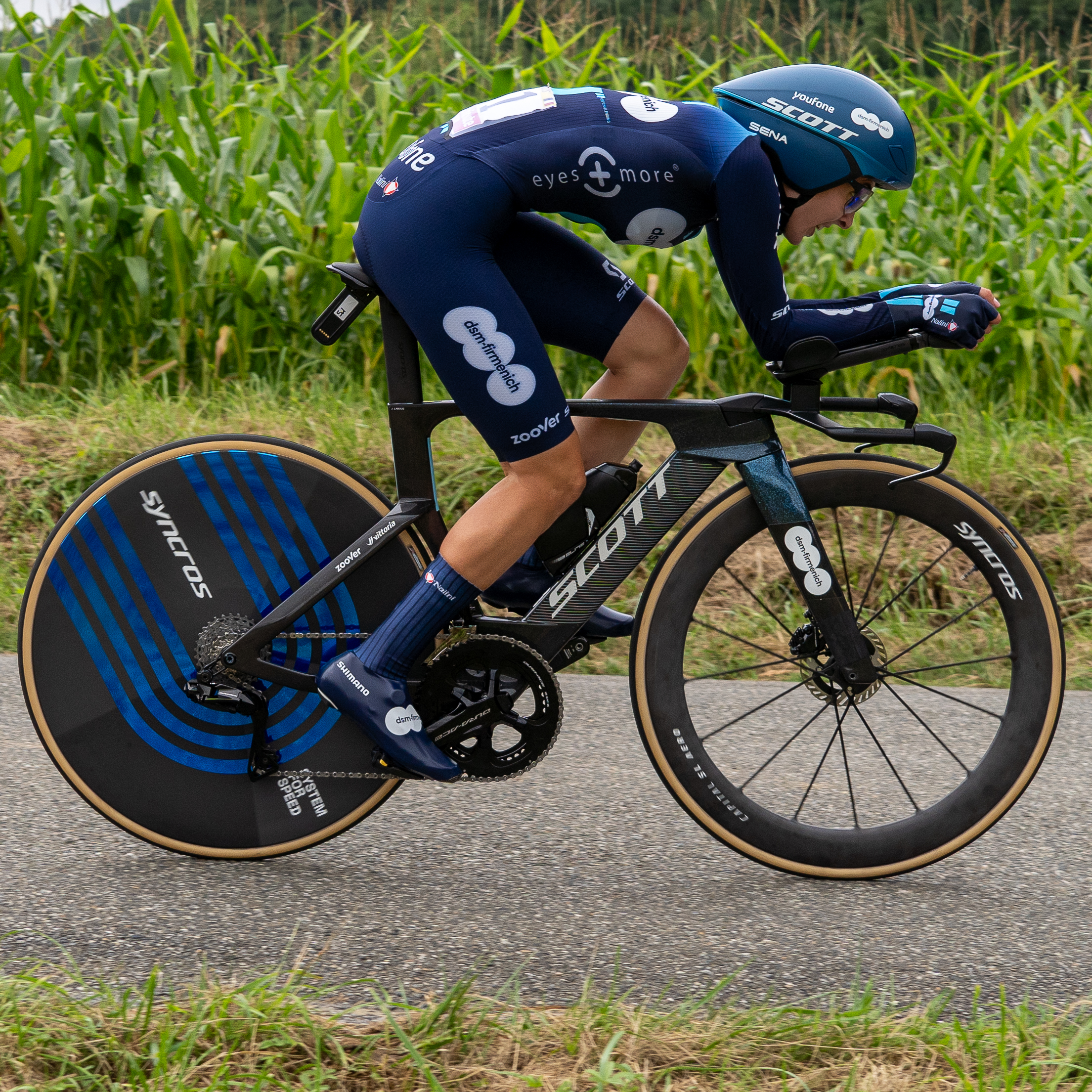
Juliette Labous durant le contre-la-montre final du Tour de France

Au Tour de France, Charlotte Kool est troisième du sprint de la première étape. Elle est deuxième de la sixième étape, mais Emma Norsgaard Jørgensen, échappée, parvient à conserver quelques mètres d'avance. Dans la septième étape vers le Tourmalet, Juliette Labous se classe cinquième après avoir multiplié les attaques dans ses pentes. Elle est ensuite sixième du contre-la-montre final. Elle est cinquième du classement général final.

### Août
Membre de l'équipe de France présente aux championnats du monde de cyclisme sur route, Juliette Labous s'adjuge la médaille d'argent du contre-la-montre par équipes en relais mixte avec ses équipiers d'un jour : Bruno Armirail, Rémi Cavagna, Bryan Coquard, Audrey Cordon-Ragot et Cédrine Kerbaol. Aux championnats du monde de contre-la-montre, Juliette Labous se classe cinquième. Elle fait partie du groupe d'échappée durant la course en ligne. Il est toutefois repris à cent kilomètres de l'arrivée.
Au Tour de Scandinavie, Megan Jastrab est cinquième du sprint de la première étape. Franziska Koch prend la sixième place du contre-la-montre. Églantine Rayer conclut la course à la neuvième place. Au Grand Prix de Plouay, Pfeiffer Georgi attaque. Plus loin, elle tente de revenir sur Liane Lippert avec Juliette Labous. Au sprint, cette dernière prend la cinquième place.

### Septembre

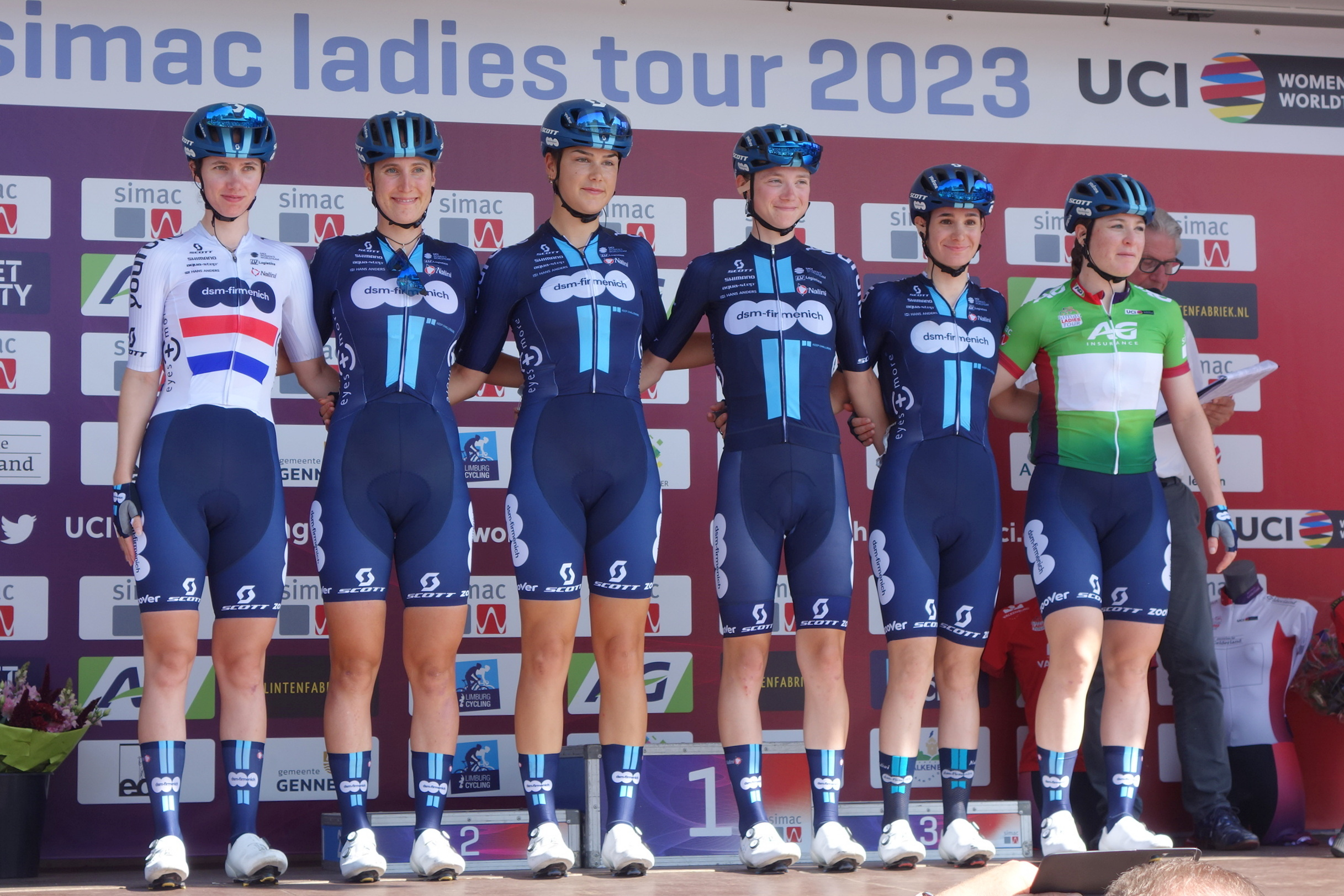
Équipe au Simac Ladies Tour

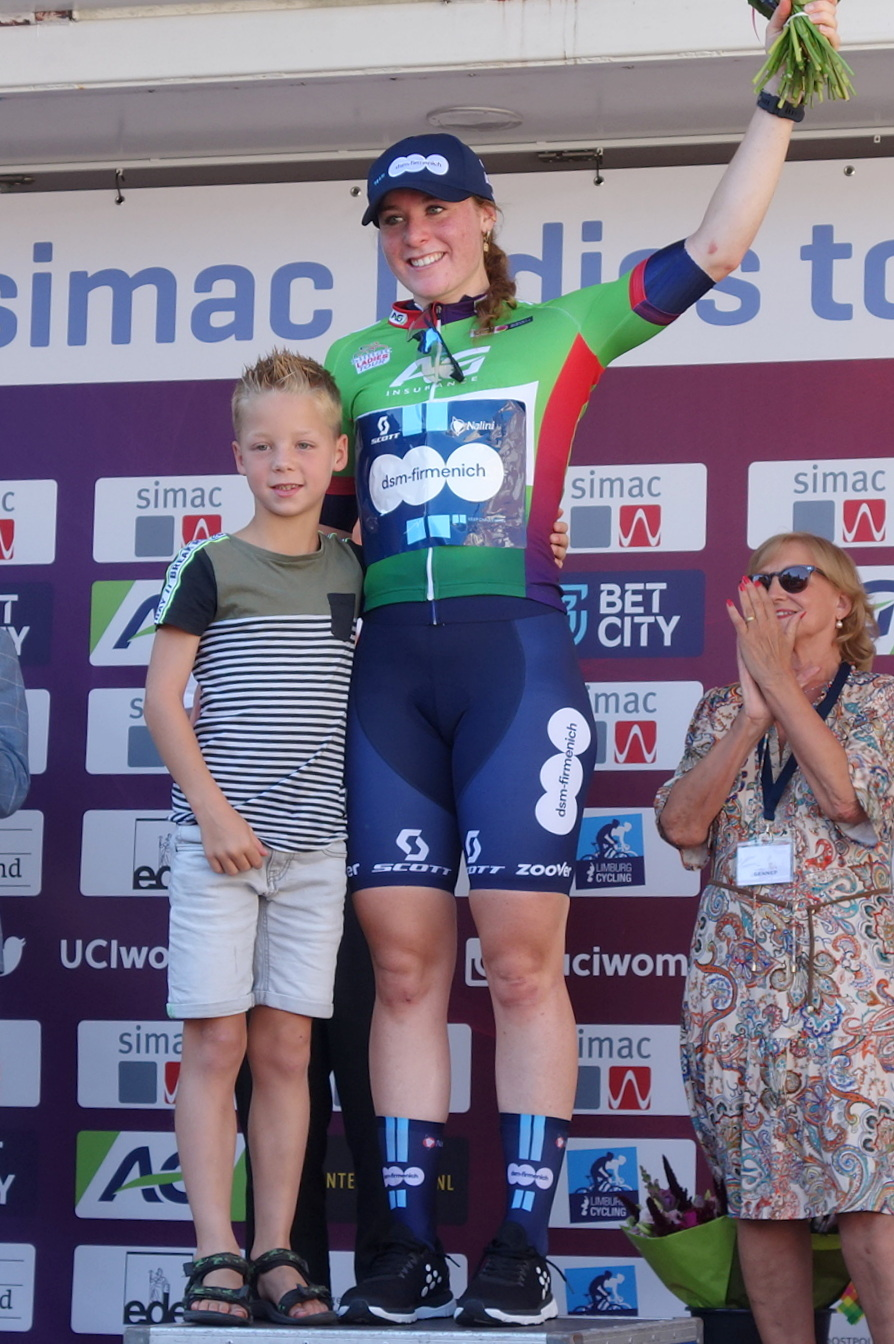
Charlotte Kool sur le podium du Simac Ladies Tour

Au Simac Ladies Tour, Charlotte Kool gagne le prologue. Elle est ensuite troisième du sprint de la première étape. Pfeiffer Georgi est ensuite dixième du contre-la-montre. Charlotte Kool lève les bras sur la troisième étape. Le lendemain, Charlotte Kool fait partie du premier groupe d'échappée. Plus loin, Katarzyna Niewiadoma et Pfeiffer Georgi s'échappent. Un peloton se reforme. Le duo de tête est repris à vingt-huit kilomètres de la ligne. Francesca Barale est dans le groupe de fuyardes suivant. Dans la seconde ascension du Cauberg, Erić, Barale et Cecchini forcent l'allure, mais elles sont reprises peu après par le peloton. Pfeiffer Georgi est finalement huitième. Pfeiffer Georgi est cinquième du sprint de la dernière étape. Elle est quatrième du classement général. 
Au Tour de Romandie, dans la deuxième étape, Juliette Labous passe à l'offensive aux quatre kilomètres. Elle est suivie par Reusser, Vollering et Niewiadoma. Vollering accélère ensuite. Labous est quatrième. Sur la troisième étape, elle multiplie les accélérations dans la dernière montée, mais la SD Worx contrôle. Elle est huitième. Elle se classe quatrième du classement général. 
Sur la course en ligne des championnats d'Europe, dans l'avant-dernière ascension du VAM, Marlen Reusser force le rythme. Elle est suivie par Elisa Balsamo et Pfeiffer Georgi.  Demi Vollering les reprend avant le sommet. Pfeiffer Georgi est quatrième de la course, Juliette Labous neuvième.
Juliette Labous conclut sa saison avec une troisième place au Tour d'Émilie, en haut du sanctuaire de San Luca.

### Octobre
Pfeiffer Georgi gagne Binche-Chimay-Binche.

## Victoires

### Sur route
| Victoires | Victoires                                   | Victoires           | Victoires | Victoires       | Victoires |
| Date      | Course                                      | Pays                | Classe    | Vainqueur       |           |
| --------- | ------------------------------------------- | ------------------- | --------- | --------------- | --------- |
| 9 fév.    | 1re étape du Tour des Émirats arabes unis   | Émirats arabes unis | 2.WWT     | Charlotte Kool  |           |
| 12 fév.   | 4e étape du Tour des Émirats arabes unis    | Émirats arabes unis | 2.WWT     | Charlotte Kool  |           |
| 19 fév.   | 4e étape de la Semaine cycliste valencienne | Espagne             | 2.Pro     | Elise Uijen     |           |
| 23 mars   | Classic Bruges-La Panne                     | Belgique            | 1.WWT     | Pfeiffer Georgi |           |
| 2 mai     | 2e étape du Tour d'Espagne                  | Espagne             | 2.WWT     | Charlotte Kool  |           |
| 20 mai    | Omloop der Kempen Ladies                    | Pays-Bas            | 1.2       | Charlotte Kool  |           |
| 26 mai    | 1re étape, RideLondon-Classique             | Royaume-Uni         | 2.WWT     | Charlotte Kool  |           |
| 28 mai    | Classement général, RideLondon-Classique    | Royaume-Uni         | 2.WWT     | Charlotte Kool  |           |
| 28 mai    | 3e étape, RideLondon-Classique              | Royaume-Uni         | 2.WWT     | Charlotte Kool  |           |
| 4 juin    | Dwars door de Westhoek                      | Belgique            | 1.1       | Pfeiffer Georgi |           |
| 25 juin   | Championnat de Grande-Bretagne sur route    | Royaume-Uni         | CN        | Pfeiffer Georgi |           |
| 12 juill. | Prologue, Baloise Ladies Tour               | Belgique            | 2.1       | Charlotte Kool  |           |
| 13 juill. | 1re étape, Baloise Ladies Tour              | Belgique            | 2.1       | Charlotte Kool  |           |
| 14 juill. | 2e étape, Baloise Ladies Tour               | Belgique            | 2.1       | Charlotte Kool  |           |
| 15 juill. | 3ea étape, Baloise Ladies Tour              | Belgique            | 2.1       | Charlotte Kool  |           |
| 5 sept.   | Prologue, Simac Ladies Tour                 | Pays-Bas            | 2.WWT     | Charlotte Kool  |           |
| 8 sept.   | 3e étape, Simac Ladies Tour                 | Pays-Bas            | 2.WWT     | Charlotte Kool  |           |
| 3 oct.    | Binche Chimay Binche pour Dames             | Belgique            | 1.1       | Pfeiffer Georgi |           |

### Résultats sur les courses majeures

#### World Tour
| UCI Women's World Tour | UCI Women's World Tour | UCI Women's World Tour | UCI Women's World Tour                   | UCI Women's World Tour | UCI Women's World Tour | UCI Women's World Tour |
| Date                   | n°                     | Pays                   | Course                                   | Meilleure coureuse     | Classement             |                        |
| ---------------------- | ---------------------- | ---------------------- | ---------------------------------------- | ---------------------- | ---------------------- | ---------------------- |
| 15 – 17 janv.          | 1                      | Australie              | Women's Tour Down Under                  | -                      | -                      |                        |
| 28 janv.               | 2                      | Australie              | Cadel Evans Great Ocean Road Race Women  | -                      | -                      |                        |
| 9 – 12 fév.            | 3                      | Émirats arabes unis    | Tour des Émirats arabes unis             | -                      | -                      |                        |
| 25 fév.                | 4                      | Belgique               | Circuit Het Nieuwsblad                   | Pfeiffer Georgi        | 5e                     |                        |
| 4 mars                 | 5                      | Italie                 | Strade Bianche                           | Pfeiffer Georgi        | 9e                     |                        |
| 11 mars                | 6                      | Pays-Bas               | Tour de Drenthe                          | Elise Uijen            | 23e                    |                        |
| 19 mars                | 7                      | Italie                 | Trofeo Alfredo Binda-Comune di Cittiglio | Elise Uijen            | 7e                     |                        |
| 23 mars                | 8                      | Belgique               | Classic Bruges-La Panne                  | Pfeiffer Georgi        | 1re                    |                        |
| 26 mars                | 9                      | Belgique               | Gand-Wevelgem                            | Megan Jastrab          | 2e                     |                        |
| 2 avr.                 | 10                     | Belgique               | Tour des Flandres                        | Juliette Labous        | 6e                     |                        |
| 8 avr.                 | 11                     | France                 | Paris-Roubaix                            | Pfeiffer Georgi        | 8e                     |                        |
| 16 avr.                | 12                     | Pays-Bas               | Amstel Gold Race                         | Pfeiffer Georgi        | 7e                     |                        |
| 19 avr.                | 13                     | Belgique               | Flèche wallonne                          | Juliette Labous        | 12e                    |                        |
| 23 avr.                | 14                     | Belgique               | Liège-Bastogne-Liège                     | Juliette Labous        | 13e                    |                        |
| 1 – 7 mai              | 15                     | Espagne                | Tour d'Espagne                           | Juliette Labous        | 7e                     |                        |
| 12 – 14 mai            | 16                     | Espagne                | Tour du Pays basque                      | -                      | -                      |                        |
| 18 – 21 mai            | 17                     | Espagne                | Tour de Burgos                           | -                      | -                      |                        |
| 26 – 28 mai            | 18                     | Royaume-Uni            | RideLondon-Classique                     | Charlotte Kool         | 1re                    |                        |
| 17 – 20 juin           | 19                     | Suisse                 | Tour de Suisse                           | Églantine Rayer        | 10e                    |                        |
| 30 juin – 9 juill.     | 20                     | Italie                 | Tour d'Italie                            | Juliette Labous        | 2e                     |                        |
| 23 – 30 juill.         | 21                     | France                 | Tour de France Femmes                    | Juliette Labous        | 5e                     |                        |
| 23 – 27 août           | 22                     | Norvège                | Tour de Scandinavie                      | Églantine Rayer        | 9e                     |                        |
| 2 sept.                | 23                     | France                 | Grand Prix de Plouay                     | Juliette Labous        | 5e                     |                        |
| 5 – 10 sept.           | 24                     | Pays-Bas               | Simac Ladies Tour                        | Pfeiffer Georgi        | 4e                     |                        |
| 15 – 17 sept.          | 25                     | Suisse                 | Tour de Romandie                         | Juliette Labous        | 4e                     |                        |
| 12 – 14 oct.           | 26                     | Chine                  | Tour de l'île de Chongming               | -                      | -                      |                        |
| 17 oct.                | 27                     | Chine                  | Tour du Guangxi                          | -                      | -                      |                        |

#### Grands tours
| Grand tour            | Tour d'Espagne       | Tour d'Italie        | Tour de France       |
| --------------------- | -------------------- | -------------------- | -------------------- |
| Coureuse (classement) | Juliette Labous (7e) | Juliette Labous (2e) | Juliette Labous (5e) |
| Accessits             | 1 Victoire d'étape   | Podium               | -                    |

## Classement mondial
| Classement UCI | Classement UCI    | Classement UCI | Classement UCI |
| Coureuse       | Coureuse          | Pays           | Points         |
| -------------- | ----------------- | -------------- | -------------- |
| 9e             | Pfeiffer Georgi   | Royaume-Uni    | 2124 pts       |
| 11e            | Juliette Labous   | France         | 2010.8 pts     |
| 23e            | Charlotte Kool    | Pays-Bas       | 1311.1 pts     |
| 41e            | Megan Jastrab     | États-Unis     | 841 pts        |
| 101e           | Églantine Rayer   | France         | 347 pts        |
| 151e           | Franziska Koch    | Allemagne      | 259 pts        |
| 154e           | Esmée Peperkamp   | Pays-Bas       | 245.1 pts      |
| 216e           | Elise Uijen       | Pays-Bas       | 171.1 pts      |
| 247e           | Léa Curinier      | France         | 143.1 pts      |
| 251e           | Francesca Barale  | Italie         | 140.1 pts      |
| 535e           | Nienke Vinke      | Pays-Bas       | 47 pts         |
| 579e           | Becky Storrie     | Royaume-Uni    | 40 pts         |
| 780e           | Daniek Hengeveld  | Pays-Bas       | 22 pts         |
| 1042e          | Eleonora Ciabocco | Italie         | 8 pts          |
| 1379e          | Maeve Plouffe     | Australie      | 2.1 pts        |

DSM est septième du classement par équipes.